# Iphinoe hupferi
Iphinoe hupferi is een zeekommasoort uit de familie van de Bodotriidae. De wetenschappelijke naam van de soort is voor het eerst geldig gepubliceerd in 1916 door Zimmer.